# Talk (That Shit)
Talk (That Shit) – singiel Timbalanda, który nie pojawił się na żadnym jego albumie. Gościnnie wystąpili T-Pain i Missy Elliot.